# حسین خرازی
حسین خرازی دهکردی (۱ شهریور ۱۳۳۶ – ۸ اسفند ۱۳۶۵) نظامی ایرانی بود، که در خلال جنگ ایران و عراق از فرماندهان سپاه پاسداران انقلاب اسلامی به‌شمار می‌آمد و فرماندهی لشکر ۱۴ امام حسین را برعهده داشت. وی در طول جنگ در عملیات‌های طریق‌القدس، فتح‌المبین، بیت‌المقدس، رمضان، والفجر ۴، بدر و والفجر ۸، حضوری فعال داشت. خرازی در خلال عملیات خیبر در پی برخورد ترکش، دست راست خود را از دست داد، ولی پس از مدتی به صحنه نبرد بازگشت و سرانجام در عملیات کربلای ۵ در منطقه شلمچه، کشته شد.

## زندگی‌نامه
خانواده حسین خرازی اصالتاً اهل شهرکرد (دهکرد) بودند ولی وی در ۱ شهریور سال ۱۳۳۶ در کوی کلمِ اصفهان زاده شد. مذهبی بودن والدین از کودکی تأثیر زیادی بر وی داشت و رویکرد مذهبی در دوران جوانی به ورود او به محافل مذهبی انجامید.

## قبل از انقلاب
حسین خرازی در کنار گذران دوران تحصیل عمومی، به آموزش‌های دینی نیز می‌پرداخت. در این گذار، به تدریج به مسائل سیاسی نیز آشنایی پیدا کرد، که در این زمینه علاقه زیادی به مطالعه جزوات و کتاب‌های اسلامی داشت. در سال ۱۳۵۵ پس از اخذ دیپلم طبیعی در دبیرستان ادب، برای گذراندن خدمت وظیفه عمومی، به مشهد اعزام شد. پس از مدتی ارتش شاهنشاهی وی را به همراه عده‌ای دیگر برای سرکوبی شورش ظفار به کشور عمان فرستاد. وی این سفر را معصیت می‌دانست.
در سال ۱۳۵۷ به دنبال صدور فرمان سید روح‌الله خمینی مبنی بر فرار سربازان از پادگان‌ها و سربازخانه‌ها، به همراه برادرش از خدمت سربازی فرار کرد. در این مدت، وی در پی فعالیت‌های انقلابی بود و با تشکل‌های انقلابی محل زندگی خود نیز در تماس بود.

## کمیته انقلاب اسلامی
حسین خرازی با وقوع انقلاب ۱۳۵۷، درگیر فعالیت در کمیته انقلاب اسلامی و مبارزه با مخالفان شکل‌گیری جمهوری اسلامی در داخل کشور بود. وی به خاطر روحیه نظامی و استعدادش در این زمینه، مسؤولیت‌هایی را نیز در اصفهان پذیرفت و با شروع فعالیت مخالفان نظام جمهوری اسلامی در گنبد، مأموریتی به آنجا داشت.

## کردستان
خرازی در اوج درگیری با مخالفان جمهوری اسلامی در کردستان به آنجا رفت، بعد از باز پس‌گیری سنندج (همراه با علی رضاییان؛ فرمانده قرارگاه حمزه) در سمت فرماندهی گردان ضربت، که از قوی‌ترین گردان‌های آن دوره محسوب می‌شد، وارد عمل شد. در تسخیر شهرهای دیگر کردستان توسط سپاه پاسداران، از قبیل دیوان‌دره، سقز، بانه، مریوان و سردشت وی نقش مؤثری ایفا نمود.

## جنگ ایران و عراق
خرازی در شروع جنگ ایران و عراق در کردستان حضور داشت و پس از یک سال فعالیت در کردستان، راهی منطقه جنگی جنوب شد و به سمت فرمانده اولین خط دفاعی که مقابل عراقی‌ها در جاده آبادان به اهواز، در منطقه دارخوین تشکیل شده بود، منصوب گشت. این خط به مدت ۹ ماه در برابر هجوم ارتش عراق مقاومت کرد، در حالی که نیروهای آن از نظر تجهیزات جنگی و امکانات تدارکاتی نیز در مضیقه بودند. در عملیات شکست حصر آبادان، خرازی فرماندهی جبهه دارخوین را برعهده داشت و نیروهای تحت امر وی، پل‌های حفار و مارد را که نیروهای عراقی با نصب آنها، بر روی رودخانه کارون، از عرض رودخانه عبور کرده بودند و اقدام به محاصره نمودن شهر آبادان کرده بودند را، به تصرف خود درآوردند.

### لشکر ۱۴ امام‌حسین
خرازی در آزادسازی بستان، مانور عملیاتی قوی‌ای را با دور زدن عراقی‌ها از تنگه چذابه و تپه‌های رملی و محاصره کردن آن‌ها در شمال منطقه بستان انجام داد و پس از عملیات طریق‌القدس بود، که تیپ امام حسین، متشکل از نیروهای سپاه اصفهان تشکیل شد. چیزی نگذشت که این یگان از تیپ به لشکر ارتقاء یافت و خرازی به مقام فرماندهی لشکر امام‌حسین منصوب شد.
وی در جایگاه فرماندهی، در این برهه نیاز تیپ امام حسین به یگان دریایی را مطرح کرد و محمدحسین صادق‌زاده را به عنوان اولین مسئول یگان دریایی منصوب نمود. سپس صادق‌زاده با آموزش شماری غواص و تأمین چند قایق، اولین یگان دریایی سپاه پاسداران را در لشکر امام حسین تشکیل داد.

### عملیات فتح‌المبین
لشکر امام‌حسین به فرماندهی خرازی در حین اجرای عملیات فتح‌المبین، نیروهای عراقی را در جاده عین‌خوش، مسافتی در حدود ۱۵ کیلومتر، دور زد و با اجرای این طرح ارتش عراق را غافلگیر نمود.

### عملیات بیت‌المقدس
یگان تحت امر خرازی در عملیات بیت‌المقدس جزو اولین لشکرهایی بود، که از رودخانه کارون عبور کرد و به جاده اهواز-خرمشهر رسید و در عملیات آزادسازی خرمشهر نقش مهمی ایفا نمود. خرازی پس از آن در عملیات‌های مختلفی همچون رمضان، والفجر مقدماتی، والفجر ۴ و خیبر، در سمت فرماندهی لشکر امام‌حسین شرکت داشت.

### عملیات خیبر
عملیات خیبر توأم با دشواری‌های زیادی برای لشکر تحت امر او بود. در پنجمین روز عملیات خیبر پس از آنکه اخبار اوضاع جبهه به تهران گزارش شد، هاشمی رفسنجانی به عنوان فرمانده جنگ، به منطقه آمد و به‌سرعت، خود را به سنگر فرماندهی سپاه رساند. پس از نشست فرماندهان عملیات با هاشمی، برای خارج‌شدن از بن‌بست، حمله مجدد از محور طلائیه تشخیص داده شد تا شاید با بازشدن راه زمینی، گره عملیات گشوده شود. در ۱۰ اسفند ۱۳۶۲ حمله موردنظر آغاز شد، اما مشکل عبور از زمین‌های آب‌گرفته مانع بزرگی بود. عراقی‌ها، منطقه را با اقسامی از جنگ‌افزارها و بمب‌های شیمیایی مورد حمله قرار داده بودند، که در این میان خرازی حاضر به عقب‌نشینی و ترک موضع خود نشد، تا اینکه یک دست او بر اثر اصابت ترکش قطع گردید و در این شرایط بود که به عنوان مجروح به عقب فرستاده شد.

### عملیات والفجر ۸
در عملیات والفجر ۸، لشکر امام‌حسین که تحت فرماندهی خرازی بود، به عنوان یگان عمل‌کننده، تعداد زیادی از نیروهای لشکر گارد ریاست‌جمهوری عراق را به اسارت گرفت و موفقیت‌هایی را در منطقه فاو و کارخانه نمک، که از سخت‌ترین و پیچیده‌ترین مناطق جنگی آن دوره بود، کسب کرد.

### عملیات کربلای ۵
حسین خرازی در عملیات کربلای ۵ سمت فرماندهی را عهده‌دار بود. لشکر او در این عملیات با عبور از خاکریزهای هلالی که در پشت نهر جاسم، از کنار اروندرود تا جنوب کانال پرورش ماهی ادامه داشت، شکست سنگینی به ارتش عراق وارد آورد. عبور از این نهر علاوه بر تثبیت مواضع فتح شده، عامل سقوط یکی از دژهای شرق بصره بود، که در کنار یکدیگر قرار داشتند.

## کشته شدن

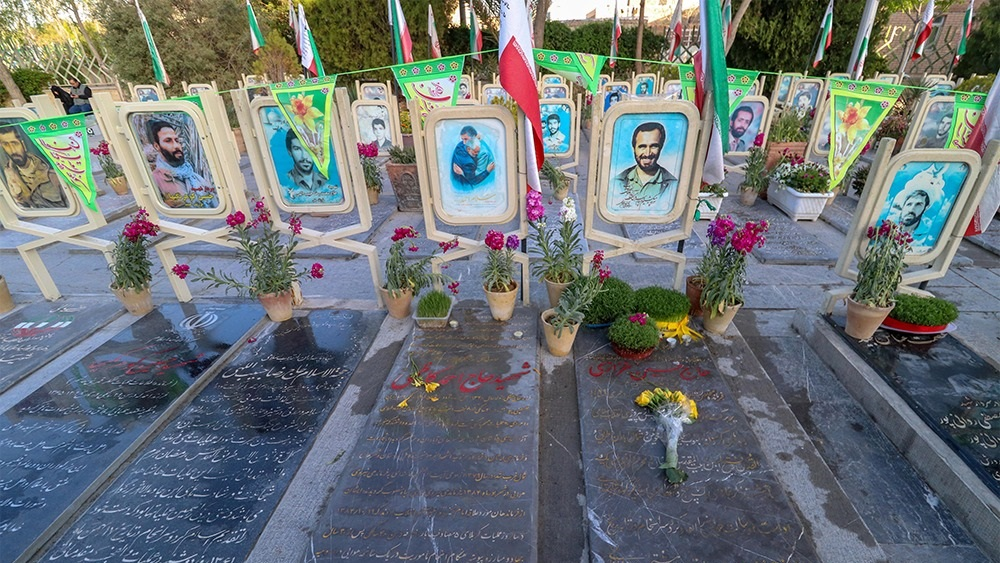
سنگ قبر خرازی در کنار احمد کاظمی در گلستان شهدای اصفهان

حسین خرازی در روز ۸ اسفند ۱۳۶۵ در عملیات تکمیلی کربلای ۵ و در منطقه شلمچه بر اثر اصابت ترکش خمپاره کشته شد. پیکر وی در قطعه شهدای کربلای ۵ (فرماندهان)، در منتهی‌الیه شمال‌غربی گلستان شهدای اصفهان دفن گردید. 
در طرفین سنگ قبر خرازی، قبر احمد کاظمی و محمدرضا زاهدی و دو قطعه سنگ، به نشان یادبود از همرزمان خرازی بنام‌های رضا حبیب‌اللهی و مصطفی ردانی‌پور مستقر می‌باشد، که پیکر آنها هیچگاه یافت نشد.